# As Diabólicas
As Diabólicas (do original francês Les Diaboliques (pronúncia em francês: [lɛ djaboˈlik]), é um filme francês de 1955, do gênero suspense, dirigido por Henri-Georges Clouzot e estrelado por Véra Clouzot e Simone Signoret. O roteiro é baseado no romance Celle qui n'était plus de Pierre Boileau e Thomas Narcejac.
O filme foi uma das inspirações de Hitchcock para produzir Psycho. Robert Bloch, autor do romance Psycho, citou Les Diaboliques como seu filme de horror favorito. Atualmente considerado um "clássico", foi classificado em 49º lugar pelo canal norte-americano Bravo em sua lista dos "100 maiores momentos assustadores dos filmes". Em 2007, foi listado como um dos 25 maiores filmes de horror, pela revista Time 
Uma das estrelas do filme, Véra Clouzot, morreu cinco anos depois do lançamento, acometida de um ataque cardíaco, assim como a personagem que interpretou no filme. Ela tinha 46 anos de idade e nasceu no Brasil.

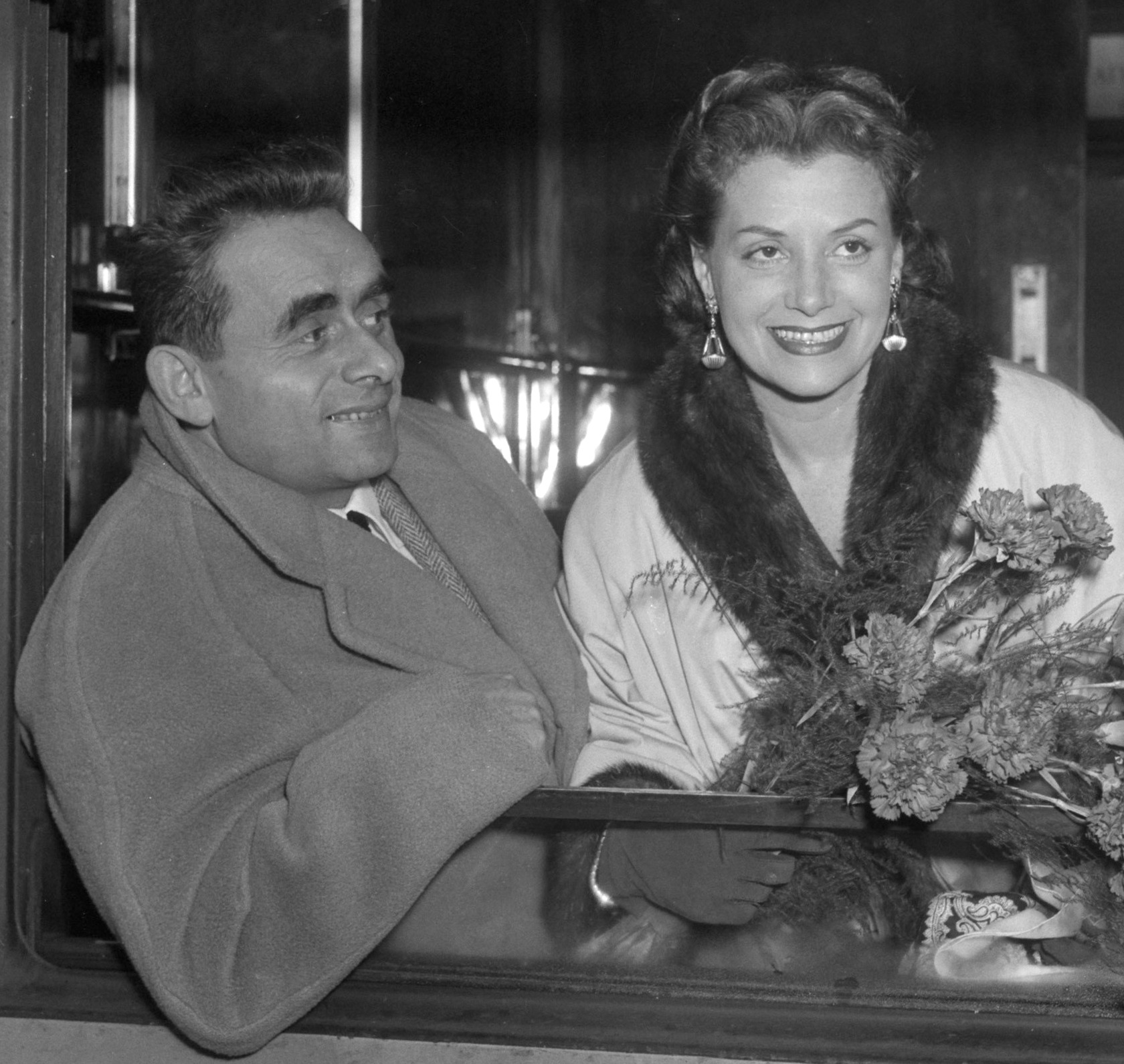
Henri-Georges e Vera Clouzot em foto de 1953

## Elenco
- Simone Signoret...Nicole Horner
- Véra Clouzot...Christina Delassalle
- Paul Meurisse...Michel Delassalle
- Charles Vanel...Alfred Fichet
- Jean Brochard...Plantiveau
- Pierre Larquey...Senhor Drain
- Michel Serrault...Senhor Raymond
- Thérèse Dorny...Mme. Herboux
- Noël Roquevert...Senhor Herboux
- Georges Poujouly...Soudieu
- Thérèse Dorny...madame Herboux
- Aminda Montserrat...madame Plantiveau

## Sinopse
Um internato estudantil é dirigido pelo tirânico Michel Delassalle, marido da real proprietária, a frágil imigrante venezuelana Christina. Ele tem como amante a professora Nicole Horner, relação conhecida por Christina. Ao contrário do esperado, porém, as duas mulheres se tornam amigas devido aos frequentes maus-tratos e espancamentos que recebem de Delassale, e resolvem assassiná-lo. Executando um elaborado plano, o assassinato aparentemente é bem-sucedido mas, pouco depois, situações misteriosas começam a ocorrer, fazendo com que as mulheres suspeitem que Delassalle esteja vivo e que busca se vingar delas.

## Refilmagens
- Games de 1967, escrito por Gene R. Kearney e dirigido por Curtis Harrington, protagonizado por James Caan e Katharine Ross, traz ao final uma reviravolta similar, sendo que Simone Signoret também está no elenco.
- Uma versão norte-americana de Les Diaboliques com o título Reflections of Murder, foi exibida na TV em 1974, estrelada por Tuesday Weld, Joan Hackett e Sam Waterston.
- Em 1993, outro remake televisivo foi produzido. Chamou-se House of Secrets e foi estrelado por Melissa Gilbert.
- Em 1996, houve a refilmagem com o título Diabolique, com roteiro adaptado por Don Roos, direção de Jeremiah S. Chechik, e com elenco liderado por Sharon Stone e Isabelle Adjani.